# ARIS
ARIS (скор. від англ. Architecture of Integrated Information Systems) — методологія і програмний продукт компанії IDS Scheer для моделювання бізнес-процесів компанії.
ARIS — це методологія та засноване на ній сімейство програмних продуктів, розроблених компанією IDS Scheer AG (Німеччина) для структурованого опису, аналізу та вдосконалювання бізнес-процесів підприємства, підготовки до впровадження складних інформаційних систем і контролінга бізнес-процесів. Програмні продукти ARIS займають лідируючі позиції на світовому ринку в класі засобів моделювання і аналізу бізнес-процесів (джерело: Gartner Group). Вони використовуються на всіх етапах циклу робіт зі створення й розвитку бізнесу: при розробці стратегії компанії, реорганізації основних бізнес-процесів та організаційної структури, при управлінні вартістю бізнес-процесів і моніторингу їхнього виконання, при впровадженні й підтримці інформаційних систем класу ERP, CRM, Workflow. Застосування інструментальних засобів ARIS реалізує ряд найважливіших переваг, таких як ефективна стандартизація діяльності компанії, підвищення якості і точності проектування бізнес-процесів, підтримка багаторазового використання моделей, реалізація широкого кола інструментів для аналізу бізнес-процесів. Для перегляду інформації по модулях і продуктах ARIS скористайтеся представленою нижче схемою
Інтуїтивний користувальницький інтерфейс, інтелектуальні вебтехнології та високий рівень розширюваності роблять програмний продукт ARIS еталоном для керування бізнес-процесами (BPM) на всьому підприємстві. Інтеграція з різними методами та схемами моделювання, як наприклад, EPC, UML, BPEL, BPMN, ITIL, TOGAF, DoDAF, TEAF/FEAF, ArchiMate та Zachman, забезпечує застосування продукту ARIS у всіляких бізнес-сферах. Всі ці методи об'єднані в центральному сховищі ARIS.

## Опис методології
Методологія ARIS є досить рафінована. Організація в ARIS розглядається з чотирьох точок зору:
1. Організаційної структури,
2. Функціональної структури,
3. Структури даних,
4. Структури процесів.

При цьому кожна з цих точок зору розділяється ще на три підрівня: опис вимог, опис специфікації, опис впровадження. Для опису бізнес-процесів пропонується використовувати близько 80 типів моделей, кожна з яких належить тому чи іншому аспекту. У ARIS є потужна репрезентативна графіка, що робить моделі особливо зручними для представлення керівництву.
Серед великої кількості можливих методів опису можна виділити такі:
1. EPC (event-driven process chain) — метод опису процесів, що знайшов застосування в системі SAP ERP;
2. ERM (Entity Relationship Model) — модель сутність-зв'язок для опису структури даних;
3. UML (Unified Modeling Language) — об'єктно-орієнтована мова моделювання.

Розробка скриптів — це необхідність, без якої не обійдеться ні один проект з формалізації і оптимізації бізнес-діяльності.
Скрипт — це інструмент ARIS, за допомогою якого автоматизується складання різноманітних аналітичних звітів, нормативних документів, нових моделей. Він являє собою підпрограму, запускається в ARIS Toolset або безпосередньо на сервері ARIS. Скрипти пишуться на спеціальній мові програмування — SAX Basic. Для автоматизованого формування того чи іншого звіту в ARIS скрипти оперують даними з бази моделей, виокремивши з неї конкретні об'єкти і моделі.
Технологія ARIS Script дозволяє в автоматичному режимі проводити:
1. Формування нормативних документів на підставі моделей ARIS (паспорт процесу, регламент процесу і т. п.).
2. Формування аналітичних звітів на підставі моделей ARIS.
3. Інтеграція ARIS Toolset з іншими програмами та базами даних.
4. Формування бази моделей ARIS на підставі готових специфікацій.

## Програмний модуль ARIS BSC
Програмний модуль ARIS BSC призначений для швидкого моделювання стратегічної системи управління діяльністю компанії. Впровадження системи управління, що використовує засади збалансованої системи показників (Balanced ScoreCard), необхідно для будь-якої компанії. ARIS BSC забезпечує деталізацію і інтеграцію всіх стратегічних цілей, критичних чинників, ключових показників продуктивності компанії, а також їх аналіз і формування звітної документації. Прозорість причинно-наслідкових зв'язків між стратегічними цілями дозволяє реалізувати стратегію компанії на всіх її рівнях

### Потреба в системі управління компанією
Для того, щоб керувати такими новими і швидко змінюються секторами економіки, як e-бізнес, необхідно інтегрувати бізнес-процеси зі стратегією компанії. Ефективні управлінські процеси необхідні для досягнення стратегічних цілей компанії. Застосування збалансованої системи показників (Balanced ScoreCard) в оперативній діяльності компанії дозволяє визначати стратегічно істотні заходи і погоджувати створені стратегії, використовуючи ключові показники продуктивності.

### Ефективна система управління компанією
ARIS BSC дозволяє Вам швидко документувати стратегічні цілі компанії та причинно-наслідкові зв'язки між ними з різних точок зору. На додаток до ідентифікації стратегічних процесів, можуть бути також описані всі необхідні ключові показники продуктивності та заходи з реалізації цілей. У ARIS BSC, всі елементи збалансованої системи показників збережені в загальній базі даних і можуть бути далі проаналізовані за допомогою ARIS Toolset. Програмний модуль ARIS BSC дозволяє керувати і аналізувати створену систему збалансованих показників і формувати вихідну документацію.

### Зручність використання BSC
ARIS BSC забезпечує швидке моделювання системи управління діяльністю компанії. Можливості ARIS BSC простягаються від планування процесів, ресурсів та заходів до документування системи BSC, розвитку моделей BSC і передачі інформації в Microsoft Excel. Різні процедури аналізу дозволяють проводити оцінку та візуалізацію даних BSC для швидкого отримання коротких оглядів досягнень. Після визначення системи збалансованих показників їх структура моделюється в ARIS BSC. У моделях ARIS BSC стратегічні цілі, ключові показники продуктивності та заходи є джерелами даних для подальшого аналізу. Задокументовані в ARIS бізнес-процеси компанії (наприклад, ланцюжки доданих вартостей) можна використовувати в ARIS BSC. Використання ARIS BSC спрощує систему стратегічного управління компанією і дозволяє впровадити збалансовану систему показників за більш короткий період часу. При використанні ARIS Web Publisher, стратегічні цілі через Internet можуть бути доведені до всіх рівнів компанії.

### Області застосування ARIS BSC
ARIS BSC — це інструмент для оптимального планування та моделювання системи управління компанією. ARIS BSC дозволяє відображати взаємодію між усіма стратегічними цілями, ключовими показниками продуктивності і бізнес-процесами компанії. ARIS BSC — інструментальне середовище для менеджерів і ІТ-експертів, що дозволяє їм займатися проблемами проектування системи управління компанією. ARIS BSC підтримує як процес моделювання системи управління компанією, так і подальшу реалізацію ІТ-рішень.